# Фёнс, Олаф
Олаф Фёнс (дат. Olaf Fønss; 17 октября 1882 — 11 марта 1949) — датский и немецкий актёр театра и кино.

## Биография
Олаф Фёнс родился в городе Орхус в семье органиста Вильгельма Ларса Клеменса Фёнса и его жены Генриетты.
В 1903 состоялся его актерский дебют в «Дагмар-театре» (дат. Dagmarteatret). В 1914 году Фёнс перешел в театр «Казино» (дат. Kasino-Teatret) в Орхусе, а затем в театр Бетти Нансен в Фредериксберге. Работал театральным актёром до 1932 года.
В 1912 году Фёнс сыграл свои первые роли в кино, снявшись в фильмах Расмуса Оттесена по сценариям Карла Дрейера «Смертельная поездка» и «Дочь пивовара».
В 1913 году начал работать в крупнейшей датской кинокомпании «Nordisk Film», где снялся в 30 фильмах. В этом же году Фёнс сыграл главную роль в масштабной постановке Августа Блома «Атлантида» по роману Герхарта Гауптмана. Двухчасовой фильм имел большой успех, особенно популярным он был в Германии. Другим актёрским успехом Фёнса в Германии стала роль искусственного человека в сериале Отто Рипперта «Гомункулус» (1916—1917).
В 1920-х годах Фёнс снимался в Дании и Германии. В частности он снялся в фильмах «Путь в ночь» (1921, режиссёр Фридрих Вильгельм Мурнау) и «Индийская гробница» (1921, режиссёр Джо Мэй).
Для исполнительского стиля Фёнса были характерны лаконичность выразительных средств, внутренний темперамент, напряженная работа мысли.
В 1930-х годах Фёнс снял два документальных фильма по заказу Социал-демократической партии Дании. В 1933—1947 годах возглавлял датский Союз Актеров и в течение 14 лет работал цензором.
Олаф Фёнс был дважды женат. Первой женой была актриса Тильда Фёнс, второй — Эльс Дорт Баст. Имел младшего брата, датского оперного певца и актера Ааге Фёнса.